# 常福寺 (那珂市)
常福寺（じょうふくじ）は、茨城県那珂市瓜連にある浄土宗の寺院。山号は草地山。院号は蓮華院。本尊は阿弥陀如来。

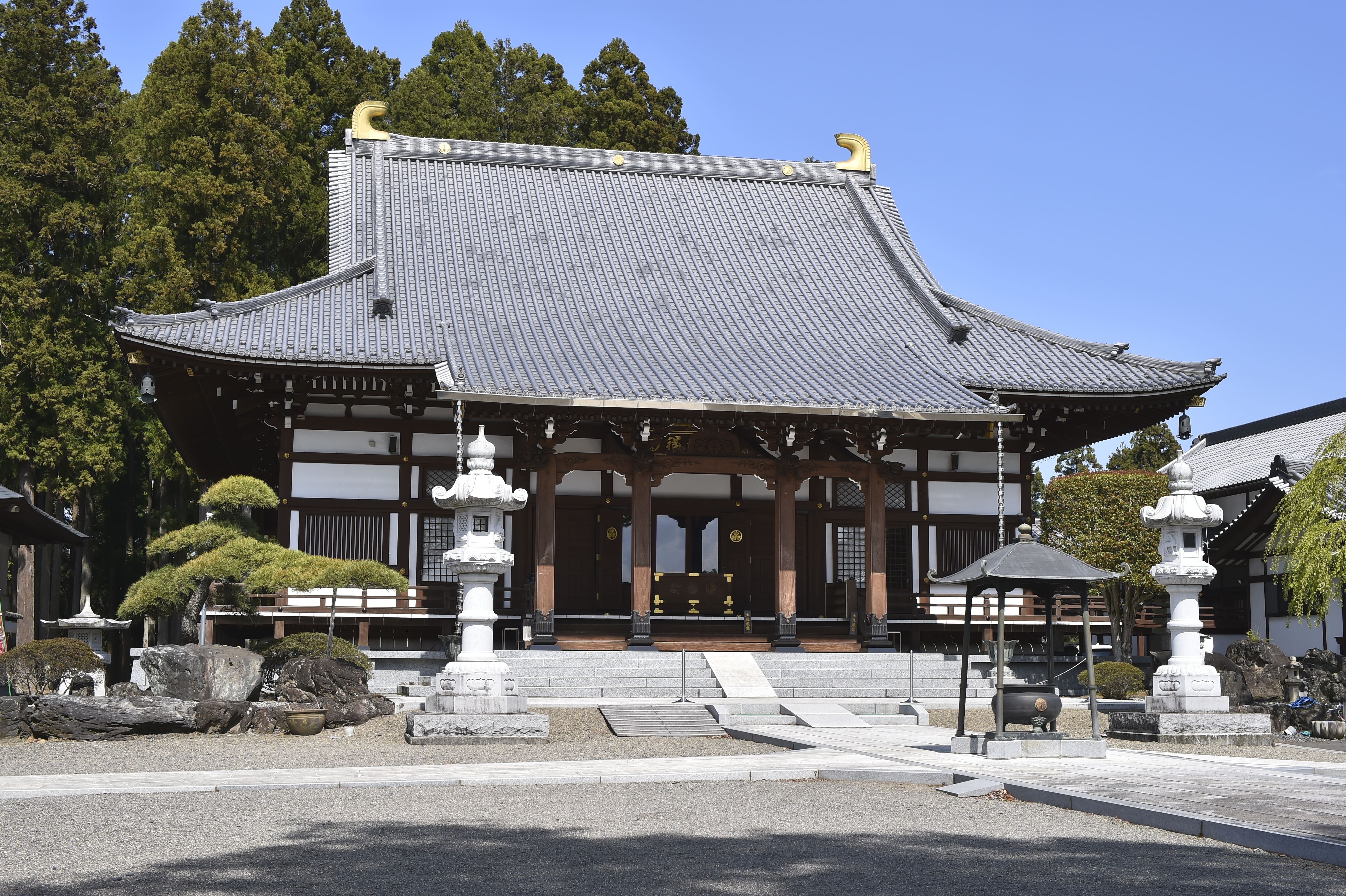
常福寺の本堂

## 歴史
1338年（延元3年）了実が常陸国佐都郡に創建した寺と伝えられ、1405年（応永12年）に瓜連城跡である現在地に移されたという。江戸時代には浄土宗の檀林が置かれていた。

## 文化財
重要文化財（国指定）
- 紙本著色拾遺古徳伝 9巻
- 絹本著色法然上人像

茨城県指定有形文化財
- 銅造阿弥陀如来立像
- 涅槃図
- 智光曼荼羅
- 清海曼荼羅
- 説相箱
- 七官青磁香炉台
- 八稜鏡
- 別当職譲状（了誉筆）
- 日本書紀私鈔並びに人王百代具名記
- 阿弥陀経

茨城県指定史跡
- 瓜連城跡